# Pisidia longicornis
Espèce
Pisidia longicornis, communément appelé le Crabe porcelaine, Crabe pois ou encore Psidie (Long-clawed porcelain crab pour les anglophones), est l'une des nombreuses espèces de crabes qui vivent sur le plateau continental européen de l'Atlantique. C'est un crustacé décapode, bien qu'il n'ait apparemment que quatre paires de pattes, la cinquième étant cachée.
Le Crabe porcelaine est un petit crabe marcheur (ne sachant pas ou très mal nager), que l'on trouve jusqu'à environ 100 m de profondeur, ou dans la zone intertidale à marée basse, alors souvent caché sous la face inférieure des galets ou rochers pour échapper à ses prédateurs (ou ne pas être emporté par le courant).

## Description
C'est un petit crabe (8 mm à 1 cm pour la carapace chez l'adulte).
Sa carapace est lisse et brillante, de forme arrondie (d'où l'une de ses dénominations : crabe-pois). Elle est de couleur gris-vert à rouge-brun, ou gris blanchâtre avec souvent des motifs plus clairs pouvant faire des dessins symétriques (sur la carapace et sur les pattes).
Outre une paire d’antennules, comme l'indique son nom latin, il arbore une paire de très longues antennes, qui comme sa première paire de pattes peuvent être deux fois plus longue que son corps.
La psidie possède une paire de pinces sur les pattes antérieures (longes et fortes, si on les compare à la taille de la carapace). Cette espèce est dite anomoure (du grec anomos ; irrégulier) car sa 5e paire de pattes thoraciques (péréiopodes) est atrophiée et cachée dans la cavité branchiale ; elle est néanmoins fonctionnelle et notamment utilisée pour nettoyer les branchies (ainsi que les œufs chez la femelle quand elle les porte).
La tête (céphalon) porte des yeux pédonculés et comme chez tous les décapodes, elle est fusionnée au thorax (perion) en un céphalothorax protégé par une carapace calcifiée. L'abdomen (pléon) et la « queue » (telson) sont repliés sous le corps, en protégeant le dessous du thorax (et la ponte chez la femelle).

## Répartition
L'espèce est commune sur le littoral atlantique, notamment sur les côtes britanniques et de Bretagne. On la trouve de la Norvège à l’Angola en passant par les îles Canaries et la Méditerranée.

## Habitat
Cette espèce exclusivement marine vit sur différents biotopes, des fonds rocheux et gravillonneux aux récifs de moules, en passant par les milieux de galets de la zone sublittorale (jusqu'à - 100 m environ), ou encore dans certains herbiers ou dans le « maerl vivant » (jusqu'à - 25 m au moins) constitué par l’algue calcaire Lithotamnium corrallioides, ainsi que sous les rochers humides dans la zone intertidale à marée basse.
Ce crabe n'est pas rare (on le trouve parfois dans les moules achetées dans le commerce) mais c'est une espèce petite et discrète, restée longtemps méconnue. L'essentiel de ses populations vit en effet en profondeur ; on en connait maintenant des populations denses et nombreuses face au pays de Caux en Normandie et dans le pas de Calais, face au cap Blanc-Nez ou sur le littoral sud de l'Angleterre. Il semble apprécier, en Manche et mer du Nord (Manche orientale), les milieux exposés aux courants et à haute productivité biologique (on en trouve alors jusqu'à 1 000 individus pour 30 litres de sédiment prélevé).

## Écologie
Après l'éclosion, les larves de Pisidia sont planctoniques au stade larvaire (méroplancton), elles sont alors dispersées par le courant.
On dit qu'il y a « recrutement benthique » en fin de stade larvaire,  c'est-à-dire que la larve qui s'alourdit et devient capable de s'orienter gagne instinctivement le fond pour vivre sur un substrat dur. Elle devient alors benthique, c'est-à-dire qu'elle reste inféodée au fond jusqu'à sa mort.
Là où ils sont très nombreux, en tant qu'organismes filtreurs, les Pisidia jouent probablement aussi un grand rôle de clarificateur de l'eau et de nettoyeur des fonds.

## Alimentation
Ces petits crabes sont dits « microphages », c'est-à-dire qu'ils se nourrissent principalement de minuscules larves ou de jeunes invertébrés marcroplanctoniques (mollusques, crustacés, annélides) qu'ils filtrent dans l'eau ; comme les autres porcellanidae et de nombreuses crevettes, les Pisidia créent un courant d’eau dans leur cavité buccale en faisant battre leurs scaphognathites (maxilles modifiées en petites palmes garnies de soies), ce qui crée un courant d'eau (visualisable en disposant une goutte d'encre à proximité au moyen d'une pipette). Ce courant d'eau sert à la fois à guider la nourriture planctonique vers la bouche et à l'alimentation des branchies en oxygène.

## Reproduction
La reproduction est dite gonochorique (à sexes séparés, ce qui n'est pas toujours le cas chez les crustacés).

Les organes sexuels se forment précocement chez la larve (gonoductes dont le trajet est identifiable en fin de la vie larvaire).
- Le mâle a des appendices (pléopodes) modifiés pour la reproduction (« stylets reproducteurs »).
- La femelle a trois paires de pléopodes sous l’abdomen.
- La fécondation est synchrone, c'est-à-dire que tous les œufs d'une même femelle sont fécondés en même temps et se développent au même rythme. Les femelles n’ont pas de marsupium mais nettoient, ventilent et entretiennent leur ponte collée sur les pléopodes de leur abdomen jusqu'à ce que les larves en émergent et se laissent emporter par le courant.
- Période et stratégies de reproduction : on ignore encore si la reproduction des Pisidia est saisonnière ou si l'espèce se reproduit éventuellement toute l’année, avec des stratégies évoluant selon l'abondance saisonnière de la nourriture, selon la température et l'habitat considéré[3]. P. longicornis semble capable d'une grande plasticité dans la production, à la fois saisonnièrement et selon les populations. La Station de biologie marine de Roscoff signale avoir trouvé fin août des femelles porteuses d’œufs fécondés. Une étude[4] faite en Espagne laisse penser que l'espèce s'adapte au contexte avec des stratégies reproductives différentes : œufs plus nombreux par couvée mais plus petits de janvier à mars-avril, période qui correspond au pic annuel de production de plancton.
- Fécondité : selon les études disponibles, elle varie fortement (de 10 à plus de 1 443 œufs par couvée). Elle semble liée à la taille de la femelle, les plus âgées étant les plus fécondes[4].
- L'œuf : il semble être riche en réserves vitellines avant une période pauvre en nourriture pour les larves et moins riche juste avant le printemps alors que les larves trouveront facilement du plancton à consommer. Des variations de ce type pourraient exister selon le milieu (à confirmer par des études).
- Éclosion et stade larvaire : Contrairement à ce qui se passe chez d'autres crustacés décapodes, les pisidia grandissent dans leur œuf jusqu'au stade de prépygidial, bien après le stade nauplius qui est celui de l'éclosion chez d'autres espèces.
La larve, alors garnie de trois longues et fragiles épines, éclot au « stade zoé » et se laisse emporter par le courant pour un court stade de vie pélagique.
Après métamorphose, elle se transforme en un juvénile dont la carapace mesure environ 2 mm. Il ressemble à un adulte, mais dont la cuticule n'est pas encore calcifiée ni pigmentée (carapace transparente, laissant voir les organes, dont le cœur qui bat).
- La croissance se fait alors au rythme des mues successives.

## Éthologie
En aquarium, les Pisidia manifestent certains comportements territoriaux, les individus maintenant une certaine distance entre eux, avec des comportements agressifs envers leurs voisins s'ils se rapprochent. Dans la nature, leur comportement est cependant parfois très grégaire.

## Prédateurs
Il a de très nombreux prédateurs, notamment quand il est jeune ou quand il est rendu vulnérable lors des mues.

## État, pressions ou menaces
Les densités de populations anciennes ou « normales » ne sont pas connues.
Il est possible que sa population globale (métapopulation) ait régressé à cause de la pollution marine entre les années 1950 et 1980, mais il est également possible que l'eutrophisation générale des eaux marines continentales ait profité à certaines de ses sources de nourriture, en en favorisant certaines populations.
Là où des moyens de recherche existent, on a observé ces dernières décennies dans le pas de Calais notamment des variations très significatives de populations (croissance), avec aussi un déplacement vers l'est des populations entre les années 1972-1976 et 2004.

De telles modifications sont fréquemment exposées dans la faune marine depuis 50 ans. Des causes anthropiques et climatiques sont possibles si ce n'est très probable, mais elles sont d'évaluations délicates, faute de données anciennes et étant donné la grande complexité des écosystèmes marins.

Dans les zones d'abondance, le nombre d'individus par mètre carré a fortement augmenté entre les années 1970 et 2004 (jusqu'à 2 000 individus par 30 litres de sédiments). La « pullulation » d'une espèce au détriment d'autres n'est pas toujours un bon indicateur biologique.
L'espèce, sans valeur commerciale, n'est en tous cas pas considérée comme menacée.